# شبكة الغاز الفنلندية
شركة شبكة الغاز الفنلندية المحدودة هي شركة فنلندية مملوكة للدولة تعمل في مجال تشغيل نظام نقل الغاز الطبيعي.  تقدم شركة شبكة الغاز الفنلندية خدمات نقل الغاز الطبيعي والغاز الحيوي وهي مسؤولة عن عمليات نظام نقل الغاز في فنلندا . الرئيس التنفيذي لشركة شبكة الغاز الفنلندية هو أولي سيبيلا.  
تولت شركة شبكة الغاز الفنلندية مسؤولية عمليات نقل الغاز في فنلندا في 1 يناير 2020 م، عندما تم فتح سوق الغاز الفنلندي للمنافسة وفقًا لتوجيه الاتحاد الأوروبي 2009/73/EC وقانون سوق الغاز الطبيعي الفنلندي. تم فصل الشركة عن شركة جاسيوم ، وهي شركة استيراد ومنتج وبائع للغاز مملوكة للدولة بأغلبية أسهمها.  تقع ملكية وتوجيه شركة شبكة الغاز الفنلندية في وزارة المالية . 
تملك وتدير شركة شبكة الغاز الفنلندية نظام نقل الغاز الفنلندي في جميع أنحاء جنوب فنلندا. يتم استيراد الغاز إلى شبكة الغاز الفنلندية من خلال نقطتي دخول عبر الحدود. تُستخدم نقطة الدخول في إيماترا لاستيراد الغاز الطبيعي الروسي إلى فنلندا (يتدفق حتى 21 مايو 2022، الساعة 06.00 UTC+2)،  وتربط نقطة الدخول في إنجا شبكتي الغاز الفنلندية والإستونية عبر خط أنابيب موصل البلطيق . يتيح الاتصال تحت سطح البحر إنشاء سوق مشتركة للغاز بين فنلندا وإستونيا ولاتفيا.  من المقرر ربط محطة الغاز الطبيعي المسال هامينا بشبكة الغاز الفنلندية في عام 2021 م . بالإضافة إلى ذلك، يتم حقن كميات صغيرة نسبيًا من الغاز الحيوي في الشبكة، ويتم النظر في الإمكانات المستقبلية للغاز الاصطناعي النظيف والهيدروجين ومزائج الغاز المختلفة. 
تعد شركة شبكة الغاز الفنلندية عضوًا في الشبكة الأوروبية لمشغلي أنظمة نقل الغاز . مع 22 بالإضافة إلى مشغلي أنظمة النقل الأخرى، انضمت شركة شبكة الغاز الفنلندية أيضًا إلى مبادرة العمود الفقري للهيدروجين الأوروبي.